# São Martinho do Peso
São Martinho do Peso is een plaats (freguesia) in de Portugese gemeente Mogadouro en telt 441 inwoners (2001).